# لقوطة
لَقُوطَة (الاسم العلمي: Leucothoe)، جنس يتكون من قرابة 6 أنواع من النباتات المُزهرة من فصيلة الخلنجية، موطنها آسيا والأمريكتين. العديد من أنواعه تُسمى شِكَال الكلب doghobble. تحتوي أنواع اللقوطة على السموم الغرايانية، وهي مجموعة من السموم العصبية وثيقة الصلة والتي سميت باسم لقوطة غرايانية Leucothoe Grayana، موطنها اليابان. الاسم العلمي للجنس مأخوذ من الأساطير الإغريقية.
إنها شجيرات تنمو بطول 1-3 أمتار، إما نفضية أو دائمة الخضرة اعتمادًا على النوع. أوراقها متعاقبة، مستطيلة الشكل، طولها 2-15 سم. تُنتجزهورها في شماريخ يبلغ طولها 3-15 سم، كل زهرة على شكل جرس، بطول 4-20 مم، بيضاء أو زهرية في بعض الأحيان.
أنواع مختارة
- Leucothoe axillaris (شكال الكلب الساحلي الجنوب الشرقي الولايات المتحدة)
- Leucothoe davisiae (الغار الأسود سيرا نيفادا، شمال كاليفورنيا وأوريغن)
- Leucothoe fontanesiana (شكال الكلب الهضبي أو لقوطة متدلية؛ جنوب شرق الولايات المتحدة)
- Leucothoe grayana (اليابان)
- Leucothoe griffithiana (شرق الهيمالايا، جنوب غرب الصين)[2]
- Leucothoe keiskei (اليابان)
- Leucothoe populifolia (جنوب شرق الولايات المتحدة)
- Leucothoe racemosa (شكال الكلب المستنقعات أو أجراس حلوة؛ شرق الولايات المتحدة)
- Leucothoe recurva (شكال الكلب أحمر الغصن:جنوب شرق الولايات المتحدة)
- Leucothoe tonkinensis (جنوب الصين، شمال فيتنام)[2]

## روابط خارجية
- Leucothoe fontanesiana images at bioimages.vanderbilt.edu